# 武维华
武维华（1956年9月—），原籍山西孝义，生于山西临汾，植物细胞生理及分子生物学家，中国农业大学教授，中国科学院院士，中华人民共和国政治人物，副国级领导人。现任第十四届全国人大常委会副委员长，以及九三学社中央委员会第十四届、第十五届主席，中央社会主义学院院长。

## 生平
1982年本科毕业于山西大学，1984年在中国科学院上海植物生理研究所获硕士学位，1991年在美国新泽西州立大学(Rutgers)植物科学系获博士学位。现任中国农业大学植物生理生化国家重点实验室主任。2007年当选为中国科学院院士。2017年12月7日，武维华当选为九三学社中央委员会主席。2018年3月17日，在北京召开的第十三届全国人大第一次会议上，62岁的武维华当选为全国人大常委会副委员长。2020年12月，美國國務院宣布因香港問題制裁全國人大常委會14名副委員長，武維華在列其中。2021年7月19日，全国人大常委会畜牧法执法检查组举行第二次全体会议，研究讨论执法检查报告稿，部署有关工作。全国人民代表大会常务委员会副委员长吉炳轩、万鄂湘、武维华出席。
2022年12月21日，在九三学社第十二次全国代表大会期间举行的九三学社第十五届中央委员会第一次全体会议上连任九三学社主席。2023年3月10日，在第十四届全国人大上，继续当选为全国人大常委会副委员长。
2023年12月10日，武维华以国家主席习近平特使、全国人大常委会副委员长的身份在布宜诺斯艾利斯出席了阿根廷新任总统哈维尔·米莱的就职仪式。